# Parasemia caucasica
Parasemia caucasica là một loài bướm đêm thuộc phân họ Arctiinae, họ Erebidae.